# Magnolia guangdongensis
Espèce
Statut de conservation UICN

 DD  : Données insuffisantes
Magnolia guangdongensis est une espèce de plantes à fleurs de la famille des Magnoliaceae. C'est un arbre trouvé en Chine.

## Description
C'est un arbre.

## Répartition et habitat
La plante est trouvée en Chine dans la province du Guangdong.